# Gangākher
Gangākher är en ort i Indien.   Den ligger i distriktet Parbhani och delstaten Maharashtra, i den centrala delen av landet, 1 100 km söder om huvudstaden New Delhi. Gangākher ligger 382 meter över havet och antalet invånare är 46 366.
Terrängen runt Gangākher är platt. Runt Gangākher är det ganska tätbefolkat, med 230 invånare per kvadratkilometer. Det finns inga andra samhällen i närheten. Trakten runt Gangākher består till största delen av jordbruksmark.